# Carcedo de Bureba
Carcedo de Bureba és un municipi de la província de Burgos a la comunitat autònoma de Castella i Lleó. Forma part de la comarca de La Bureba. Limita al nord amb Abajas i Poza de la Sal, a l'est amb Llano de Bureba i Rojas, al sud amb Rublacedo de Abajo i Valle de las Navas i a l'oest amb Merindad de Río Ubierna.

## Demografia
| 1991 |  | 1996 |  | 2001 |  | 2004 |
| ---- |  | ---- |  | ---- |  | ---- |
| 42   |  | 46   |  | 47   |  | 46   |